# Мальборк (станция)
Мальборк  (пол. Malbork) — пассажирская и грузовая железнодорожная станция в городе Мальборк, в Поморском воеводстве Польши. Имеет 4 платформы и 7 путей. Относится по классификации к категории C, т.е. обслуживает от 300 тысяч до 1 миллиона пассажиров ежегодно.
Станция построена в 1852 году, когда эта территория была в составе Королевства Пруссия. Теперешнее здание вокзала построено в 1891 году. 
Капитальный ремонт вокзала был проведен в 2012 — 2014 годах.